# Donald Dupree
Donald Victor „Don“ Dupree (* 10. Februar 1919 in Saranac Lake, New York; † 1. Mai 1993 ebenda) war ein US-amerikanischer Bobfahrer.

## Biografie
Donald Dupree erhielt ein Footballstipendium an der Colorado State University. Zudem war Dupree als Baseballspieler und Leichtathlet aktiv. Als er wieder in seine Heimat nach Saranac Lake zurückkehrte, folgte er seinen fünf Brüdern zum Bobsport. Gemeinsam mit seinem Bruder William, Thomas Hicks und Pilot James Bickford gewann er bei den Olympischen Spielen 1948 im Viererbob-Wettbewerb die Bronzemedaille. Ein Jahr später gewann er bei der Weltmeisterschaft im Viererbob von Bickford die Silbermedaille.